# Levi Smans
Levi Smans (Herten, 25 maart 2003) is een Nederlandse voetballer die doorgaans speelt als aanvallende middenvelder, maar ook inzetbaar is als spits.

## Clubcarrière

### VVV-Venlo
Smans keerde in 2020 vanuit amateurclub SHH terug naar de jeugdopleiding van VVV-Venlo waar hij eerder al in de O10 en O11 speelde. Bij aanvang van de voorbereiding op het seizoen 2021/22 werd hij met zes andere jeugdspelers overgeheveld naar de selectie van het eerste elftal. Op 13 augustus 2021 maakte hij onder trainer Jos Luhukay zijn competitiedebuut in een met 2-1 verloren uitwedstrijd bij TOP Oss, als invaller voor gelegenheidsspits Joeri Schroijen. Vier weken later scoorde hij zijn eerste profdoelpunt: de enige en dus winnende treffer in een uitwedstrijd bij FC Dordrecht (0-1). Op 15 november 2021 tekende Smans zijn eerste profcontract dat hem tot de zomer van 2025 verbond aan VVV. Op 5 augustus 2022 kreeg hij de Jan Klaassens Award uitgereikt, de jaarlijkse prijs voor het grootste talent uit de Venlose jeugdopleiding.
Het seizoen 2023/24 betekende zijn doorbraak tot een vaste waarde bij VVV. Hij kwam tot negen goals en zes assists in 35 competitiewedstrijden. Na afloop van de vierde periode van het seizoen 2023/24 won Smans het Bronzen Kampioensschild, de prijs voor het beste talent uit de Eerste divisie van de vierde periode. Aan het eind van het seizoen was hij, naast Başar Önal, Ringo Meerveld en de latere winnaar Shiloh 't Zand, een van de vier genomineerden voor het beste talent van het seizoen in de Eerste divisie.

### sc Heerenveen
Op 24 mei 2024 werd bekend dat Smans een contract voor vier seizoenen heeft getekend bij sc Heerenveen. Naar verluidt ontving VVV een transfersom van tussen de drie en de vier ton.

## Clubstatistieken
| 2021/22                        | VVV-Venlo     | Eerste divisie | 20  | 1  | 1 | 0 | — | — | 21  | 1  |
| 2022/23                        | VVV-Venlo     | Eerste divisie | 13  | 0  | 1 | 0 | 2 | 0 | 16  | 0  |
| 2023/24                        | VVV-Venlo     | Eerste divisie | 35  | 9  | 1 | 0 | — | — | 36  | 9  |
| 2024/25                        | sc Heerenveen | Eredivisie     | 33  | 3  | 3 | 1 | 1 | 0 | 37  | 4  |
| 2025/26                        | sc Heerenveen | Eredivisie     | 1   | 0  | 0 | 0 | — | — | 1   | 0  |
| Totaal                         | Totaal        | Totaal         | 102 | 13 | 6 | 1 | 3 | 0 | 111 | 14 |
| Bijgewerkt op 10 augustus 2025 |               |                |     |    |   |   |   |   |     |    |